# Наерман, Моисей Соломонович
Моисей Соломонович Наерман (1918 — ?) — советский инженер, лауреат Государственной премии СССР (1967).
Окончил Московский механический техникум (1937) и Всесоюзный заочный машиностроительный институт (1947).
С 1937 до начала 1990-х гг. работал на ЗиС/ЗиЛ, в 1940-е гг. старший технолог цеха, в 1960-е гг. начальник лаборатории абразивно-алмазной обработки.
Кандидат технических наук (1957), доцент (1965). С 1960 г. преподавал во втузе.
Публикации:
- Руководство для подготовки шлифовщиков : [Учеб. пособие для ПТУ] / М. С. Наерман, Я. М. Наерман. — М. : Высш. шк., 1989. — 278,[1] с. : ил.; 21 см; ISBN 5-06-000520-8
- Прецизионная обработка деталей алмазными и абразивными брусками [Текст] / М. С. Наерман, С. А. Попов. — Москва : Машиностроение, 1971. — 223 с. : ил.; 22 см.
- Технологическая подготовка операций бесцентрового шлифования [Текст] / М. С. Наерман, И. А. Кондратьев. — Москва : Отд. техн. пропаганды, 1957. — 51 с. : ил.; 22 см.
- Справочник молодого шлифовщика / М. С. Наерман, Я. М. Наерман, А. Э. Исаков. — 2-е изд., перераб. и доп. — М. : Высш. шк., 1991. — 206,[1] с. : ил.; 22 см; ISBN 5-06-001883-0 :
- Прогрессивная технология финишной обработки деталей [Текст] / П. И. Ящерицын, С. А. Попов, М. С. Наерман. — Минск : Беларусь, 1978. — 176 с. : ил.; 20 см.

Лауреат Государственной премии СССР (1967, в составе коллектива) — за создание конструкции семейства грузовых автомобилей ЗИЛ-130 большой производительности, долговечности и современного массового высокоавтоматизированного их производства.